# Kim Kardashian, Superstar
Kim Kardashian, Superstar (gọi tắt Kim K Superstar) là một bộ phim khiêu dâm năm 2007 với sự tham gia của nhân vật truyền hình nổi tiếng người Mỹ Kim Kardashian và ca sĩ kiêm diễn viên Ray J, ghi lại cảnh cặp đôi quan hệ tình dục vào tháng 10 năm 2002 trong khi đi nghỉ mát ở Cabo San Lucas, Mexico. Việc phát hành cuốn băng đã góp phần quan trọng làm bàn đạp giúp Kim và gia đình nhà Kardashian nổi tiếng về sau này.

## Bối cảnh

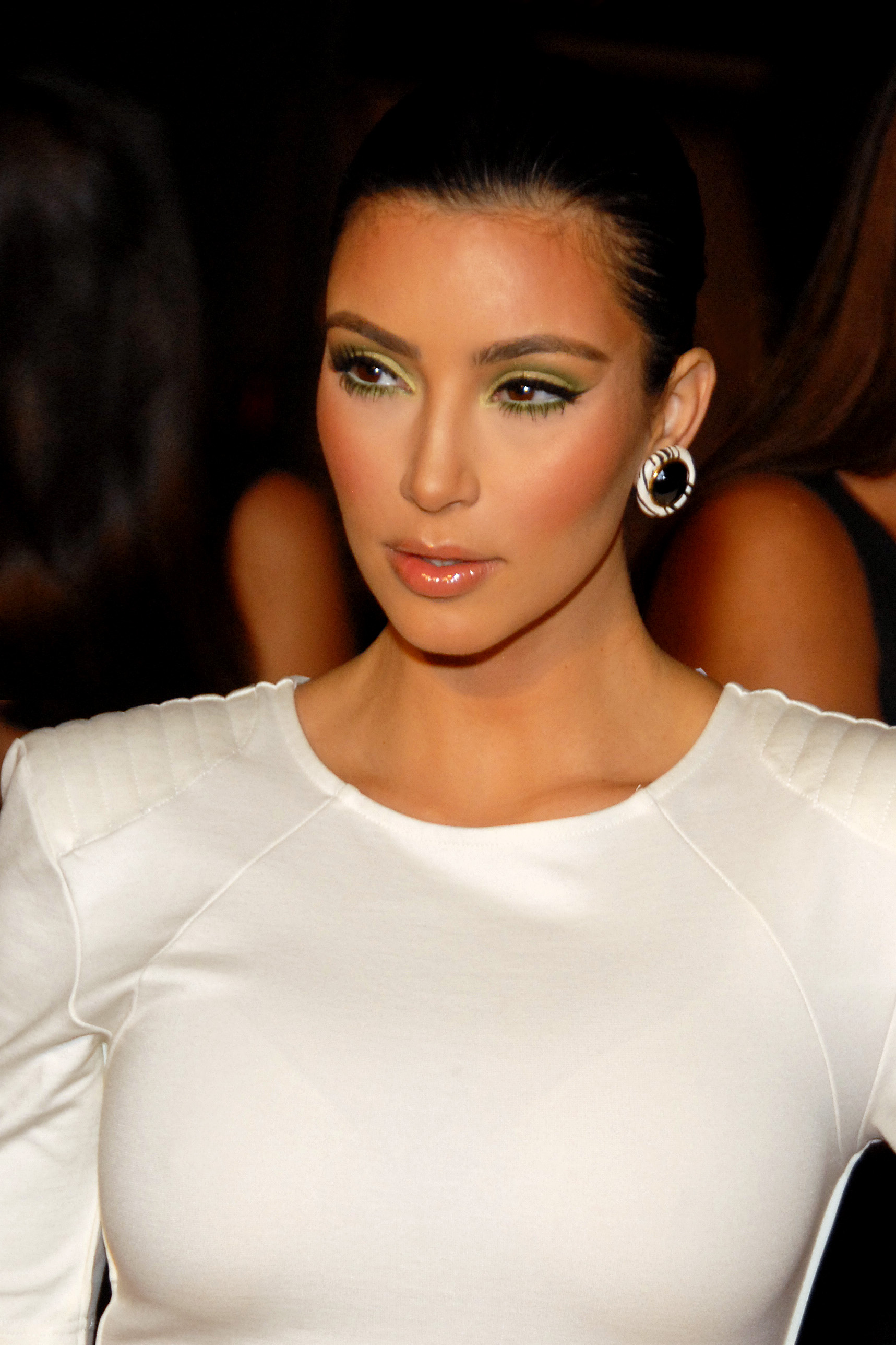
Kim Kardashian năm 2009.

Phim có sự tham gia của Kim Kardashian và Ray J vào tháng 10 năm 2002, tại một khu nghỉ dưỡng sang trọng Esperanza ở Cabo, Mexico, nhân sinh nhật lần thứ 22 của Kardashian. Ray J đã dùng máy quay cầm tay để quay lại chuyến nghỉ mát này, trong đó cũng ghi lại cảnh anh và Kardashian "hành động thân mật", đồng thời quan hệ tình dục bằng miệng và quan hệ tình dục thâm nhập.
Trước khi cuốn băng được phát hành, Kardashian chưa phải là người nổi tiếng. Cô chủ yếu được biết đến với tư cách là con gái Robert Kardashian, luật sư bào chữa của O. J. Simpson trong phiên tòa xét xử vụ giết người năm 1995. Cô cũng được coi là bạn và nhà tạo mẫu cá nhân cho Paris Hilton sau khi xuất hiện trong bốn tập chương trình The Simple Life của Hilton từ năm 2003 đến năm 2006. Kardashian gặp Ray J vào năm 2002 khi đang làm stylist riêng cho em gái anh, Brandy Norwood.
Vào tháng 12 năm 2018, Kardashian thừa nhận cô đã sử dụng thuốc lắc trong khi đoạn băng được ghi lại.

## Phát hành
Bộ phim được phát hành vào ngày 21 tháng 3 năm 2007 bởi Vivid Entertainment. Theo một thông cáo báo chí mà đơn vị phát hành đưa ra, công ty đã mua cuốn băng từ "bên thứ ba" với giá 1 triệu USD.
Vào tháng 2 năm 2007, trước khi phát hành, Kardashian đã kiện Vivid Entertainment vì tội xâm phạm quyền riêng tư và lợi nhuận cũng như quyền sở hữu cuốn băng. Cô đã từ bỏ vụ kiện vào cuối tháng 4 năm 2007 sau khi được Vivid Entertainment dàn xếp 5 triệu USD.
Tháng 4 năm 2016, Ian Halperin cáo buộc trong cuốn sách của mình với tựa đề Kardashian Dynasty: The Controversial Rise of America's Royal Family rằng Kardashian và mẹ cô, Kris Jenner, đã cố tình tiết lộ đoạn băng sex cho Vivid Entertainment. Theo Halperin, “Một người bạn thân của Kim và Paris Hilton đã khuyên cô rằng nếu muốn đạt được danh tiếng, một cuốn băng sex sẽ là con đường phù hợp [...] Kim đã thảo luận trước về ý tưởng sản xuất cuốn băng với gia đình cô... Chính Kris là người thiết kế thỏa thuận đằng sau hậu trường [với Vivid Entertainment] và chịu trách nhiệm cho việc phát hành công khai cuốn băng". Trong buổi ra mắt sách sau đó, đại diện của Kardashian và Jenner đã phủ nhận tất cả những khẳng định của Halperin.